# Аш-Шараа, Ахмед
Ахмед Хусейн аш-Шараа (Ахмед Хусейн аль-Шараа, псевдоним Абу Мухаммад аль-Джулани/аль-Джолани/аль-Голани) (араб. أبو محمد الجولاني‎, араб. أحمد حسين الشرع‎; род. 29 октября 1982, Эр-Рияд, Саудовская Аравия) — сирийский исламист, политический и государственный деятель, деятель джихадистского движения в Сирии, один из предводителей наступления сирийской оппозиции 2024 года, закончившегося свержением президента Башара Асада. Фактический глава Сирии с 8 декабря 2024 года, президент Сирии на переходный срок с 29 января 2025 года.
Принимал участие в Иракской войне на стороне Исламского государства Ирак (ИГИ), позже стал одним из лидеров отделения Аль-Каиды в Сирии — организации Джебхат ан-Нусра. После конфликта в 2016 году заявил об отмежевании от Аль-Каиды и переименовании организации в Джебхат Фатх аш-Шам, которая в 2017 году объединилась с несколькими джихадистскими группами и была реорганизована в Хайят Тахрир аш-Шам.

## Биография

### Происхождение

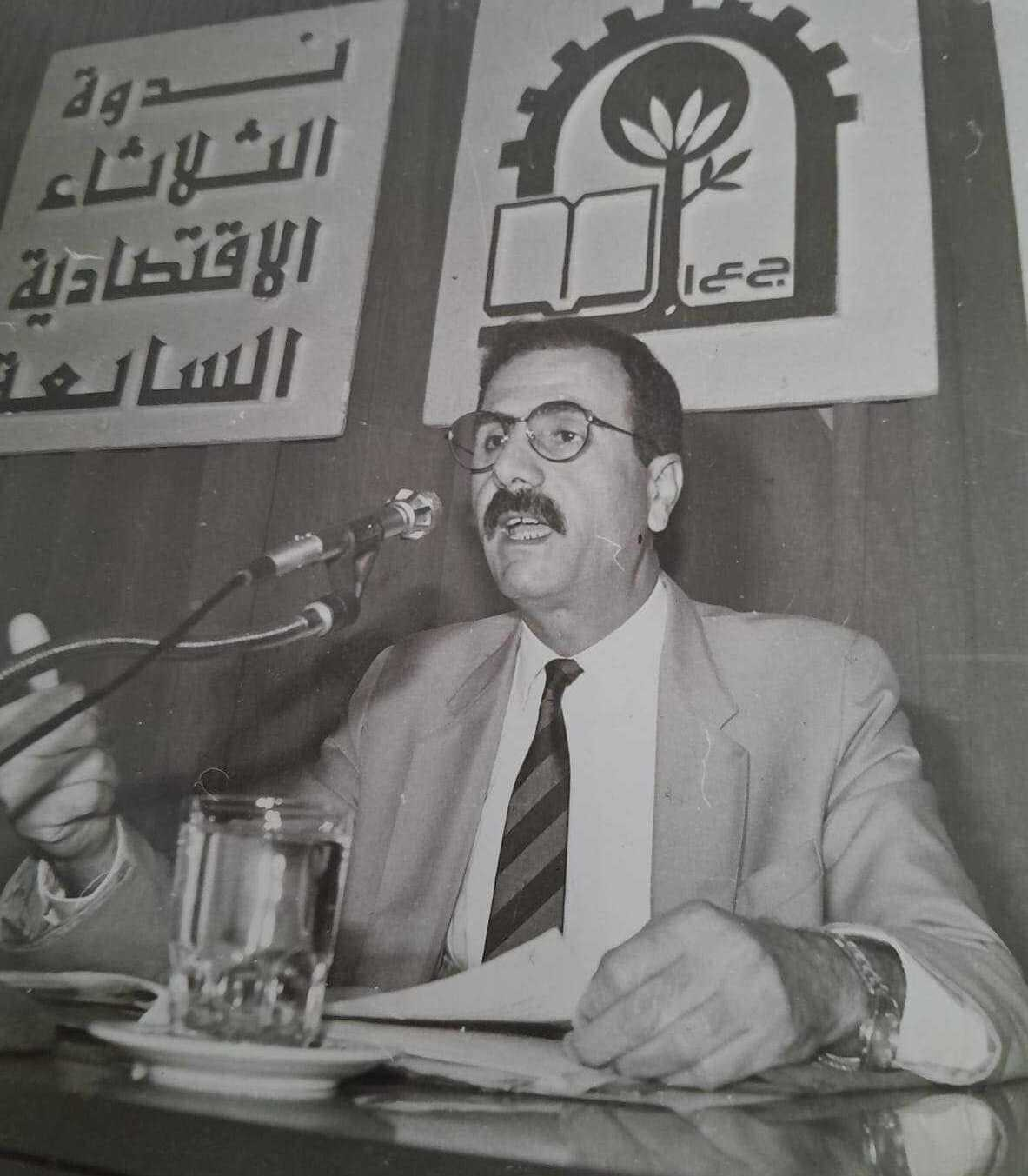
Хусейн аш-Шараа на экономическом симпозиуме в Дамаске, 1992 год

Семья Ахмеда Хусейна аш-Шараа происходит из Голанских высот в Сирии, сейчас на спорной территории между Сирией и Израилем, на что ссылает его джихадистский псевдоним аль-Голани (аль-Джулани). Его отец, Хусейн аш-Шараа (род. 1946), был арабским националистом и насеристским активистом в студенческие годы, а впоследствии работником нефтяной промышленности, написал несколько книг по нефтедобыче и нефтеразработке, а после возвращения в Сирию помогал премьер-министру проводить экономические реформы, связанные с нефтедобычей. Он был заключён в тюрьму во время антинасеристских чисток, начатых после государственных переворотов 1961 и 1963 годов, приведших к власти Партию арабского социалистического возрождения Баас (Хусейн поддерживал иракское крыло партии, враждовавшее с сирийским). Позже аш-Шараа сбежал из тюрьмы, чтобы завершить своё высшее образование в Ираке в 1971 году. В 1970-х годах Хусейн аш-Шараа вернулся в Сирию, вскоре вновь был заключён под стражу, а затем получил убежище в Саудовской Аравии.
Дед Ахмеда Хусейна аш-Шараа по отцовской линии, Али Мохаммед аш-Шараа, был крупным землевладельцем и торговцем в городе Фик. Его прадед, Мохаммед Халид аш-Шараа (1899—1932), сыграл значительную роль в Великом сирийском восстании против французской оккупации Сирии, из-за чего был приговорён к смертной казни, хотя приговор так и не был приведён в исполнение.

### Ранние годы

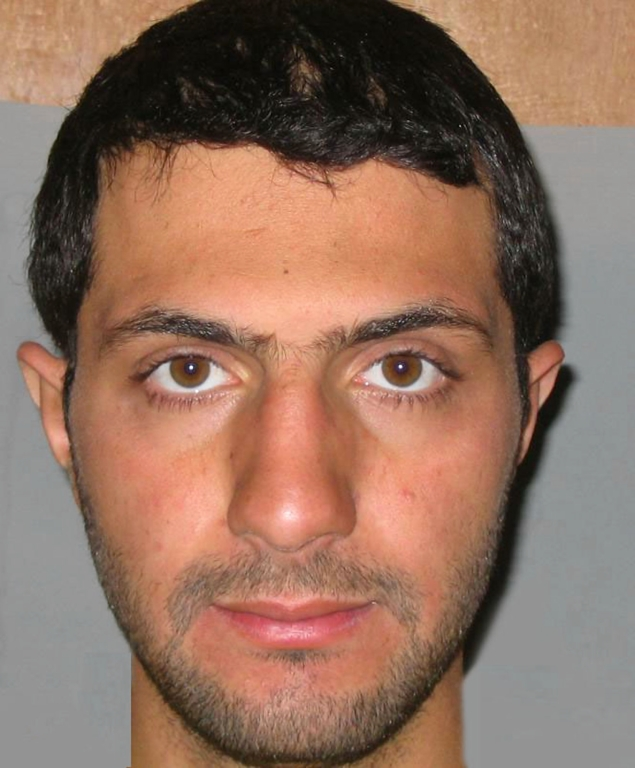
Фото Джулани, сделанное в 2006 году американскими военными

Родился в 1982 году, после переезда его семьи в Эр-Рияд, столицу Саудовской Аравии. Его отец был работником нефтяной промышленности, написал несколько книг по нефтедобыче и нефтеразработке, а после возвращения в Сирию помогал премьер-министру проводить экономические реформы связанные с нефтедобычей. Мать была учителем географии. Впоследствии семья Шараа переехала в богатый район Дамаска в 1989 году. В юности Ахмеда Хусейна описывали как «манипулятивно умного», но социально замкнутого и отмечали его роман с девушкой-алавиткой, против которого выступали обе семьи. Позже Ахмед Шараа изучал СМИ и медиа в Университете Дамаска.
Восстание палестинских арабов в 2000 году и террористические акты 11 сентября 2001 года оказали большое влияние на Аш-Шараа. Став сторонником джихадизма, он бросил учёбу, чтобы в 2003 году отправиться воевать в Ирак на стороне «Аль-Каиды в Ираке», реорганизованной в Исламское государство Ирак. В те годы он взял себе псевдоним Абу Мухаммад аль-Джулани. Фамилия аль-Джулани, использованная в качестве псевдонима, дословно переводится как «с Голанских высот». В 2006 году Шараа был арестован американскими войсками и помещён в тюрьму Абу-Грейб. На допросе он представился иракским именем, чтобы попасть в лагерь заключённых иракцев. Позднее был переведён в лагерь Кэмп-Букка.

### Создание Джебхат ан-Нусры
В 2011 году Аль-Джулани вышел на свободу. С началом гражданской войны в Сирии руководство Исламского государства Ирака уполномочило его создать сирийское ответвление группировки. Перейдя сирийско-иракскую границу, Аль-Джулани образовал группировку «Джебхат ан-Нусра», в которую вошли освобождённые из тюрем исламисты.
Джулани стал эмиром организации в январе 2012 года. К декабрю того же года Государственный департамент США признал «Джебхат ан-Нусру» террористической организацией, объявив её прокси «Аль-Каиды» в Сирии. Под руководством Джулани «Джебхат ан-Нусру» превратилась в одну из самых могущественных группировок Сирии, захватив значительные территории у проправительственных войск. Её оплот находился в провинции Идлиб на северо-западе Сирии.

### Конфликт Аль-Каиды и ИГИЛ
Когда в 2012—2013 годах Джулани укрепил свою власть в Сирии, иракское руководство ИГИ, в частности его руководитель — Абу Бакр аль-Багдади, стал относиться к нему с подозрением.
Обеспокоенный популярностью «Джабхат ан-Нусры», аль-Багдади в одностороннем порядке объявил, что «ан-Нусра» объединится с ИГИ, чтобы сформировать Исламское государство Ирака и Леванта в апреле 2013 года. Предложенное слияние устранило бы автономию «Джабхат ан-Нусры», поставив всех её лидеров, решения и операции под прямой контроль аль-Багдади. Чтобы сохранить независимость «Джабхат ан-Нусры», Джулани принёс присягу на верность непосредственно лидеру «Аль-Каиды» Айману аз-Завахири.
В конце 2013 года аз-Завахири приказал аль-Багдади отменить слияние, но тот отказался. К февралю 2014 года попытки положить конец спору между ИГИЛ и «Джабхат ан-Нусрой» провалились, что привело к тому, что «Аль-Каида» официально разорвала свои связи с ИГИЛ в феврале 2014 года. После убийства Абу Халида аль-Сури, одного из руководителей Исламского фронта, Джулани обвинил ИГИЛ в подрывной деятельности против повстанцев. В течение следующих месяцев ИГИЛ захватило большую часть территории, контролируемой «Джабхат ан-Нусрой».
В конце мая 2015 года Джулани дал интервью на катарском новостном телеканале Al Jazeera. Он назвал Женевскую мирную конференцию фарсом и заявил, что поддерживаемая западными странами коалиция НКСОРС не представляет сирийский народ и давно потеряла наземное присутствие в Сирии. Также Джулани отметил, что у «Джабхат ан-Нусры» нет планов атаковать западные страны, и что их приоритетом является борьба с правительством Асада, Хезболлой и ИГ.

### Отмежевание от Аль-Каиды
В январе 2016 года «Ан-Нусра» провела переговоры об объединении с другими повстанческими группировками. Переговоры провалились из-за опасений её по поводу связей с «Аль-Каидой». Менее радикальное крыло «Ан-Нусры» предъявило Джулани ультиматум: разорвать связи с «Аль-Каидой» и объединиться с другими повстанческими группировками или столкнуться с массовым дезертирством.
28 июля 2016 года Джулани объявил, что «Джабхат ан-Нусра» переименовалась в «Джебхат Фатх аш-Шам». Он добавил, что новая организация не будет иметь никакой связи с какой-либо иностранной организацией. В знак протеста несколько ведущих сторонников Аль-Каиды в «ан-Нусре», в том числе Абу Джулайбиб, Абу Хадиджа аль-Урдуни и Абу Хумам аш-Шами, покинули организацию. В сентябре 2016 года аз-Завахири написал письмо, в котором резко отчитал Джулани за его «акт неповиновения». Лидеры «Аль-Каиды» Абдулла Ахмед Абдулла и Сейф аль-Адель также выступили против раскола.

### Эмир Хайят Тахрир аш-Шам
28 января 2017 года была образована организация «Хайят Тахрир аш-Шам» в результате слияния Джебхат Фатх аш-Шам, Джебхат Ансар ад-Дин, Джейш ас-Сунна, Лива аль-Хакк и Харакат Нуреддин аз-Зенки. После объявления присоединились дополнительные группы и отдельные лица. Многие оставшиеся сторонники «Аль-Каиды» в «Джебхат Фатх аш-Шам» расценили создание ХТШ как окончательный разрыв с организацией и отказались вступать в неё.
Тяжёлые бои между Хайят Тахрир аш-Шам с Ахрар аш-Шам и ИГ завершились занятием первыми городами Идлиба в конце июля и взятием под контроль 60 % провинции Идлиб. К середине августа 2017 года ХТШ стала доминирующей повстанческой группировкой на северо-западе Сирии.
4 октября 2017 года Министерство обороны РФ распространило информацию о том, что Джулани был тяжело ранен в результате удара ВКС РФ, в частности, он лишился руки. Однако через несколько дней Джулани выпустил видеообращение, опровергающее информацию о ранении.
Оставшиеся радикальные богословы и иностранные боевики, лояльные «Аль-Каиде», были убиты или изгнаны к концу года.

### Управление провинцией Идлиб
С 2019 года ХТШ отражала проправительственные наступления и укрепляла партнёрство с турецкими силами в Идлибе. Она начала восстановительные работы и сформировала Правительство спасения Сирии для управления местными делами. Были предприняты усилия, чтобы казаться более умеренными, включая репатриацию имущества и работу с общинами меньшинств.
Под руководством Правительства спасения Сирии Идлиб добился значительного развития, обогнав по уровню жизни Дамаск. В провинции появились торговые центры, жилые комплексы и круглосуточное электроснабжение. Образовательные учреждения включали Идлибский университет, в котором обучалось 18 000 студентов. ХТШ проявляла религиозную терпимость, но также жёстко боролась с политическим инакомыслием. Пытки и внесудебное убийство службами безопасности заключённого привели к массовым протестам против правления Джулани в марте 2024 года. Более месяца сотни, а иногда и тысячи протестующих маршировали по городам и посёлкам Идлиба. В ответ на беспорядки Джулани пошёл на некоторые уступки, включая освобождение своего бывшего заместителя — богослова Абу Марию аль-Кахтани.

### Наступление сирийской оппозиции
27 ноября 2024 года началось масштабное наступление антиправительственных сил во главе с отрядами «Хайят Тахрир аш-Шам», закончившееся крахом режима Башара Асада.
1 декабря 2024 года появились сообщения о предположительной гибели Джулани в результате российского авиаудара в Сирии. Однако 4 декабря того же года Джулани посетил Цитадель Алеппо, над которой его войска установили контроль в начале месяца.
Накануне свержения президента Башара Асада лидер сирийских повстанцев Абу Мухаммад аль-Джулани отказался от псевдонима, связанного с его джихадистским прошлым, и стал использовать своё настоящее имя Ахмед аш-Шараа.

### Фактический глава Сирии

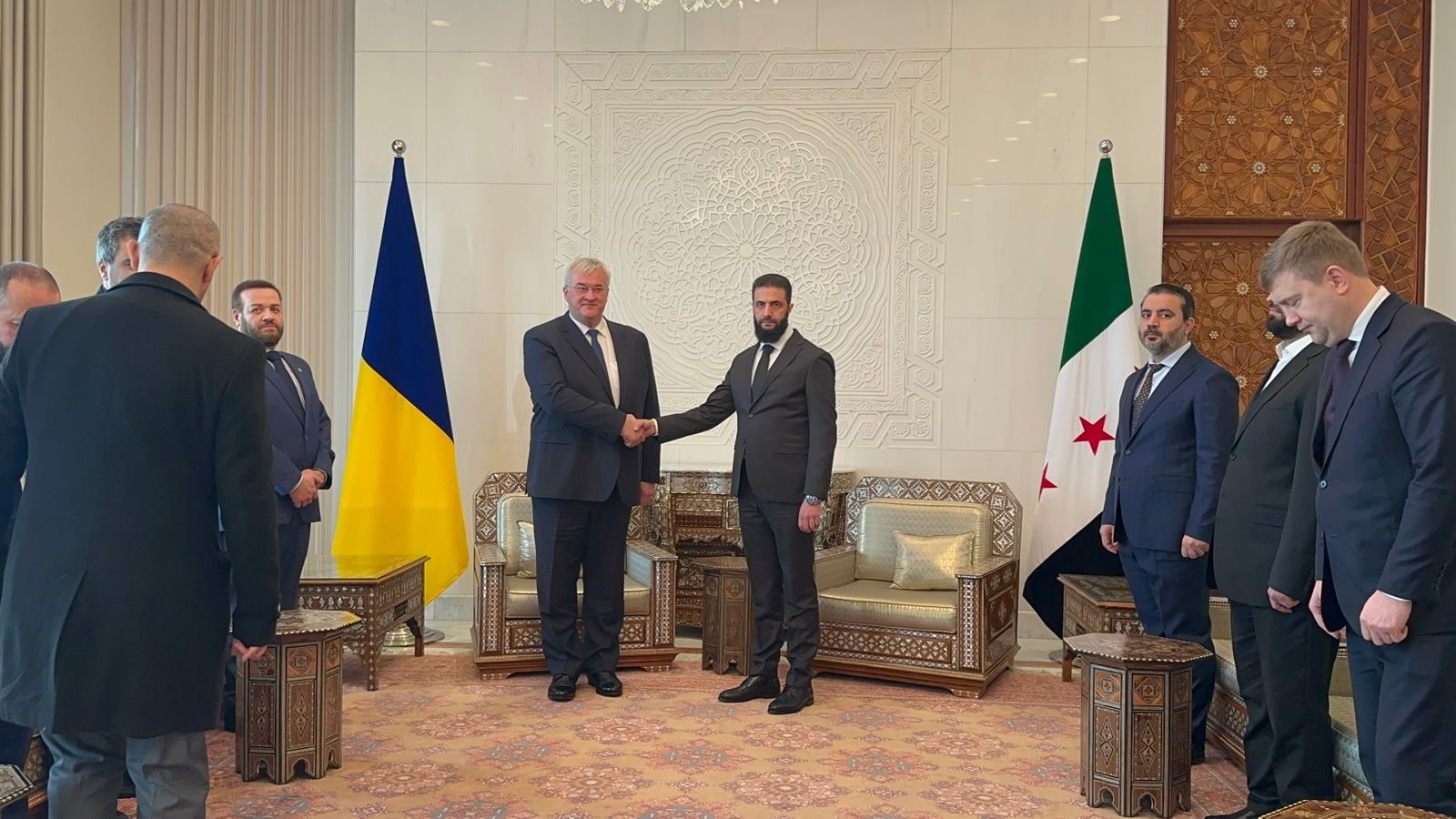
Встреча аш-Шараа с украинской делегацией во главе с Андреем Сибигой (2024)

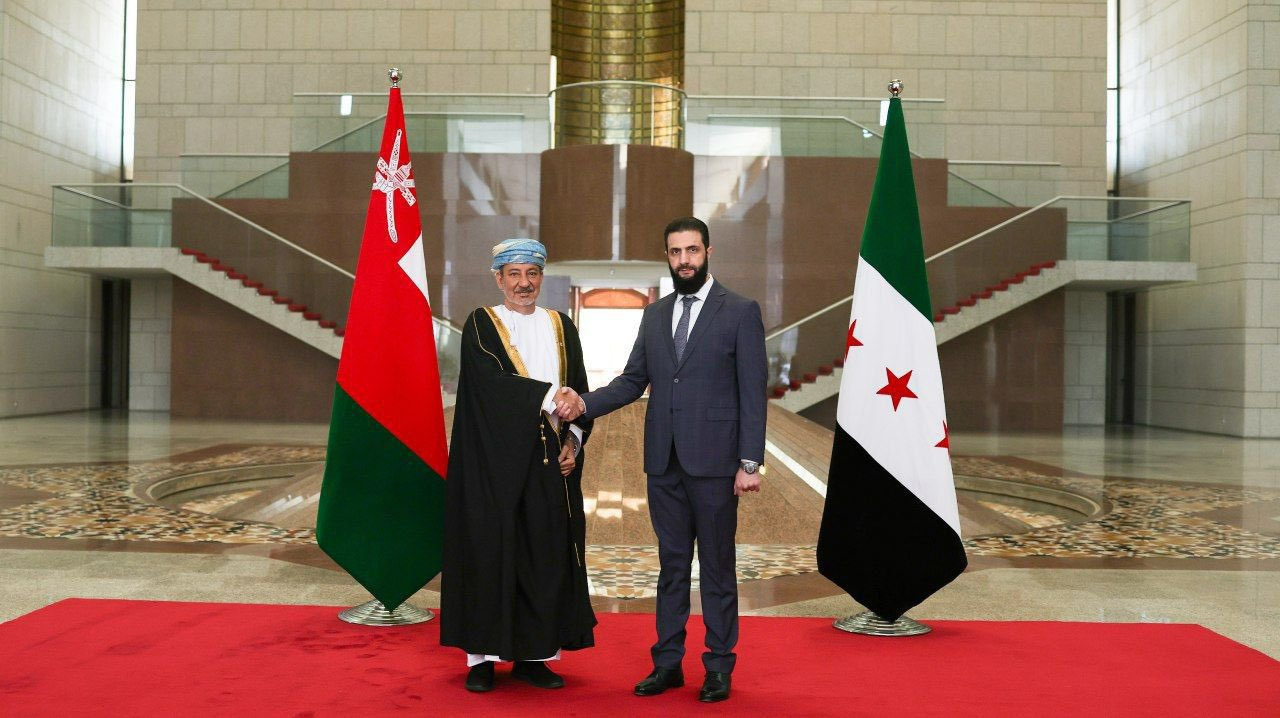
Встреча аш-Шараа с послом Омана (11 января 2025)

После падения режима Асада аш-Шараа стал фактическим главой Сирии.
Эксперты отмечают, что аш-Шараа работает над имиджем, обещая умеренную политику в социальной и религиозной сфере.
8 декабря премьер-министр Сирии Мухаммад Гази аль-Джалали объявил, что сирийское правительство передаст власть новому избранному правительству после отъезда Асада из Дамаска, а Шараа в свою очередь объявил, что аль-Джалали будет «руководить государственными учреждениями до их передачи». Позже аль-Джалали сообщил «Аль-Арабии», что Шараа связывался с ним до объявления, чтобы обсудить передачу власти. В тот же день Шараа выступил с речью в мечети Омейядов в Дамаске, назвав падение режима Асада «новой главой в истории региона» и осудив роль Сирии как «площадки для реализации иранских амбиций», характеризующейся сектантством и коррупцией. 9 декабря ХТШ опубликовала видео с участием Шараа, аль-Джалали и главы переходного правительства Мухаммеда аль-Башира.
12 декабря Шараа встретился с турецкими официальными лицами, приняв первую иностранную дипломатическую делегацию после свержения Асада. 20 декабря Шараа заявил группе журналистов, что ХТШ продолжит соблюдать Соглашение о разделении сил между Израилем и Сирией 1974 года, которое положило конец Войне Судного дня.
29 декабря в интервью телеканалу «Аль-Арабия» Шараа заявил, что, по его ожиданиям, процесс написания новой конституции Сирии займёт два-три года, а выборы должны состояться через четыре года.

### Президент Сирии
29 января 2025 года был официально объявлен президентом Сирии на переходный период.
2 февраля Шараа прибыл в Саудовскую Аравию на свой первый зарубежный визит на посту президента, встретился с наследным принцем Мухаммедом бин Салманом. 4 февраля прилетел в Турцию на встречу с Реджепом Эрдоганом.
6 марта 2025 года в Западной Сирии вспыхнули столкновения между сторонниками Асада и силами переходного правительства Сирии. Они стали самой жестокой вспышкой насилия с тех пор, как повстанцы во главе с ХТШ свергли режим Асада. В своём первом заявлении Шараа поклялся преследовать остатки свергнутого правительства Башара Асада и предать их суду. Он также заявил, что алавиты совершили непростительную ошибку, выступив против сирийских властей, и призвал их сложить оружие и сдаться, пока не стало слишком поздно. Шараа призвал проправительственных боевиков «избегать любых злоупотреблений» после появления сообщений о массовых убийствах мирных жителей-алавитов в Латакии.

## Преследование
В мае 2013 года Госдепартамент США внёс аш-Шараа в список «особо опасных террористов», а четыре года спустя объявил о вознаграждении в размере 10 миллионов долларов за информацию, ведущую к его поимке. Предложение о вознаграждении было отменено в декабре 2024 года после встречи аш-Шараа с американской делегацией.

## Личная жизнь
Жена — Латифа ад-Друби (ад-Даруби, араб. لَطيْفةُ الدُّروبيِّ‎ — родилась в Эль-Карьятайне в мухафазе Хомс, происходит из влиятельной аристократической семьи из города Хомс. Является родственницей посла Османской империи Ала ад-Дина ад-Даруби, который возглавил правительство Сирии во время французского мандата в 1920 году и был убит через 26 дней. Имеет степень магистра арабского языка и литературы. Во время учёбы в Университете Дамаска познакомилась с будущим мужем. Во время гражданской войны, в 2013 году вышла замуж за Ахмеда аш-Шараа, в то время лидера «Джебхат ан-Нусра». Во время войны вела с мужем подпольную жизнь. Впервые появилась на публике 31 января 2025 во время встречи мужа в Президентском дворце с делегацией женщин сирийской общины в Америке. В начале февраля Латифа ад-Друби сопровождала мужа в его первом зарубежном визите в Саудовскую Аравию и Турцию. Встретилась с первой леди Турции Эмине Эрдоган. У пары трое сыновей.
Старший брат Ахмеда Аш-Шараа — Махер — в апреле 2025 года стал главой администрации президента. Примечательно, что в 2000 году он окончил Воронежскую государственную медицинскую академию им. Бурденко и в 2018—2024 годах работал заведующим женской консультацией в поликлинике № 1 РЖД в Воронеже. После падения прежнего режима вернулся в Сирию, где был назначен министром здравоохранения в новом переходном правительстве.

### Комментарии
1. ↑  29 марта 2025 года было назначено новое переходное правительство, которое возглавил президент Сирии[1]. В составе правительства не было представлено должности премьер-министра[2].